# Дгаммапада
Дгаммапада (або ще: Дгармапада, від Дгарма - закон і пада - стопи, сліди, шлях) — сакральний збірник поетичних висловлень Будди, створений, як вважають вчені, близько III століття до н. е.  
Написані його учнями основні етичні принципи раннього буддизму у вигляді афоризмів Будди Шак'ямуні згруповані за тематичними рубриками (розділами): «Розділ про серйозність», «Розділ про щастя» тощо.
Входить в розділ Кхуддака-нікая будд. палійського канону. У 1983 р. ввійшов (переклад на тибетську мову) до Ганджура (тиб. буддійського канону).
Максим Копаниця зробив переклад Дгаммапади укр. мовою у 1983 році.